# 日本国憲法第73条
日本国憲法 第73条（にほんこく（にっぽんこく）けんぽう だい73じょう）は、日本国憲法の第5章「内閣」にある条文で、内閣の職務について規する。

## 条文
日本国憲法、e-Gov法令検索。

第七十三条
内閣は、他の一般行政事務の外、左の事務を行ふ。
1. 法律を誠実に執行し、国務を総理すること。

2. 外交関係を処理すること。

3. 条約を締結すること。但し、事前に、時宜によつては事後に、国会の承認を経ることを必要とする。

4. 法律の定める基準に従ひ、官吏に関する事務を掌理すること。

5. 予算を作成して国会に提出すること。

6. この憲法及び法律の規定を実施するために、政令を制定すること。但し、政令には、特にその法律の委任がある場合を除いては、罰則を設けることができない。

7. 大赦、特赦、減刑、刑の執行の免除及び復権を決定すること。

### 解説
内閣の権能について解説する
。
1. 国務を総理するというのは、内閣が基本的な行政事務を統括し、最高機関として行政各部を指揮監督することをいう。
2. 行政が法律の執行を本質とするなら、外交関係の処理は当然に内閣の権限内にあるということはできないが、本号で明示的に権限を有することとしたのである。
3. 条約締結権は外交関係の中でも極めて重要な権限である。本号で現定された条約は国会の承認を要する条約であり、このような文書であっても国会の承認を得る必要のない条約についての事務処理は2号に基づくのである。
4. ここでいう「法律」として国家公務員法が制定されている。 一般職の公務員をその適用対象とし、職階制・試験・給与・分限・懲戒・服務などを定めている。
5. 予算作成権は内閣にあるが、その執行には国会の議決が必要になる（憲法83条、86条）。
6. 内閣が制定するものを政令という。法律を執行するための執行命令と法律の委任による委任命令だけが認められる。したがって、法律の根拠のない独立命令は容認されない。
7. 行政権が訴訟手続によらないで有罪判決の効果や公訴権を消滅させる行為で内閣がこれを決定し、天皇が認証する仕組み。

## 沿革

### 大日本帝国憲法
東京法律研究会 p.6-7

第六條
天皇ハ法律ヲ裁可シ其ノ公布及執行ヲ命ス
第八條
天皇ハ公共ノ安全ヲ保持シ又ハ其ノ災厄ヲ避クル爲緊急ノ必要ニ由リ帝國議會閉會ノ場合ニ於テ法律ニ代ルヘキ勅令ヲ發ス
此ノ勅令ハ次ノ會期ニ於テ帝國議會ニ提出スヘシ若議會ニ於テ承諾セサルトキハ政府ハ將來ニ向テ其ノ効力ヲ失フコトヲ公布スヘシ
第九條
天皇ハ法律ヲ執行スル爲ニ又ハ公共ノ安寧秩序ヲ保持シ及臣民ノ幸福ヲ增進スル爲ニ必要ナル命令ヲ發シ又ハ發セシム但シ命令ヲ以テ法律ヲ變更スルコトヲ得ス
第十條天皇ハ行政各部ノ官制及文武官ノ俸給ヲ定メ及文武官ヲ任免ス但シ此ノ憲法又ハ他ノ法律ニ特例ヲ掲ケタルモノハ各々其ノ條項ニ依ル
第十二條
天皇ハ陸海軍ノ編制及常備兵額ヲ定ム
第十三條
天皇ハ戰ヲ宣シ和ヲ講シ及諸般ノ條約ヲ締結ス
第十四條
天皇ハ戒嚴ヲ宣告ス
戒嚴ノ要件及効力ハ法律ヲ以テ之ヲ定ム
第十六條
天皇ハ大赦特赦減刑及復權ヲ命ス

### 憲法改正要綱
「憲法改正要綱」、国立国会図書館「日本国憲法の誕生」。

三第八条所定ノ緊急勅令ヲ発スルニハ議院法ノ定ムル所ニ依リ帝国議会常置委員ノ諮詢ヲ経ルヲ要スルモノトスルコト
四第九条中ニ「公共ノ安寧秩序ヲ保持シ及臣民ノ幸福ヲ増進スル為ニ必要ナル命令」トアルヲ「行政ノ目的ヲ達スル為ニ必要ナル命令」ト改ムルコト（要綱十参照）
五第十一条中ニ「陸海軍」トアルヲ「軍」ト改メ且第十二条ノ規定ヲ改メ軍ノ編制及常備兵額ハ法律ヲ以テ之ヲ定ムルモノトスルコト（要綱二十参照）
六第十三条ノ規定ヲ改メ戦ヲ宣シ和ヲ講シ又ハ法律ヲ以テ定ムルヲ要スル事項ニ関ル条約若ハ国ニ重大ナル義務ヲ負ハシムル条約ヲ締結スルニハ帝国議会ノ協賛ヲ経ルヲ要スルモノトスルコト但シ内外ノ情形ニ因リ帝国議会ノ召集ヲ待ツコト能ハサル緊急ノ必要アルトキハ帝国議会常置委員ノ諮詢ヲ経ルヲ以テ足ルモノトシ此ノ場合ニ於テハ次ノ会期ニ於テ帝国議会ニ報告シ其ノ承諾ヲ求ムヘキモノトスルコト
十日本臣民ハ本章各条ニ掲ケタル場合ノ外凡テ法律ニ依ルニ非スシテ其ノ自由及権利ヲ侵サルルコトナキ旨ノ規定ヲ設クルコト
二十第五十五条第一項ノ規定ヲ改メ国務各大臣ハ天皇ヲ輔弼シ帝国議会ニ対シテ其ノ責ニ任スルモノトシ且軍ノ統帥ニ付亦同シキ旨ヲ明記スルコト

### マッカーサー三原則（マッカーサー・ノート）
マッカーサー3原則（「マッカーサーノート」） 1946年2月3日、国立国会図書館「日本国憲法の誕生」。

3. 日本の封建制度は廃止される。貴族の権利は、皇族を除き、現在生存する者一代以上には及ばない。華族の地位は、今後どのような国民的または市民的な政治権力を伴うものではない。予算の型は、イギリスの制度に倣うこと。

The feudal system of Japan will cease.No rights of peerage except those of the Imperial family will extend beyond the lives of those now existent.No patent of nobility will from this time forth embody within itself any National or Civic power of government.Pattern budget after British system.

### GHQ草案
「GHQ草案」、国立国会図書館「日本国憲法の誕生」。

#### 日本語
第六十五条
内閣ハ他ノ行政的責任ノホカ
1. 法律ヲ忠実ニ執行シ国務ヲ管理スヘシ

2. 外交関係ヲ処理スヘシ

3. 公共ノ利益ト認ムル条約、国際規約及協定ヲ事前ノ授権又ハ事後ノ追認ニ依ル国会ノ協賛ヲ以テ締結スヘシ

4. 国会ノ定ムル規準ニ従ヒ内政事務ヲ処理スヘシ

5. 年次予算ヲ作成シテ之ヲ国会ニ提出スヘシ

6. 此ノ憲法及法律ノ規定ヲ実行スル為命令及規則ヲ発スヘシ然レトモ右命令又ハ規則ハ刑罰規定ヲ包含スヘカラス

7. 大赦、恩赦、減刑、執行猶予及復権ヲ賦与スヘシ

#### 英語
Article LXV.
In addition to other executive responsibilities, the Cabinet shall:
1. Faithfully execute the laws and administer the affairs of State;

2. Conduct foreign relation;

3. Conclude such treaties, international conventions and agreements with the consent of the Diet by prior authorization or subsequent ratification as it deems in the public interest;

4. Administer the civil service according to standards established by the Diet;

5. Prepare and submit to the Diet an annual budget;

6. Issue orders and regulations to carry out the provisions of this Constitution and the law, but no such order or regulation shall contain a penal provision; and

7. Grant amnesty, pardon, commutation of punishment, reprieve and rehabilitation.

### 憲法改正草案要綱
「憲法改正草案要綱」、国立国会図書館「日本国憲法の誕生」。

第六十九
内閣ハ他ノ一般政務ノ外左ノ事務ヲ行フコト
1. 法律ヲ誠実ニ執行シ国務ヲ掌理スルコト

2. 外交関係ヲ処理スルコト

3. 条約、国際約定及協定ヲ締結スルコト但シ時宜ニ依リ事前又ハ事後ニ於テ国会ノ協賛ヲ経ルコトヲ要スルコト

4. 国会ノ定ムル規準ニ従ヒ官吏ニ関スル事務ヲ掌理スルコト

5. 予算ヲ作成シテ国会ニ提出スルコト

6. 此ノ憲法及法律ノ規定ヲ実施スル為命令及規則ヲ制定公布スルコト但シ其ノ命令及規則ニハ特ニ当該法律ノ委任アル場合ヲ除クノ外刑罰規定ヲ設クルコトヲ得ザルコト

7. 大赦、特赦、減刑、刑ノ執行停止及復権ヲ決定スルコト

### 憲法改正草案
「憲法改正草案」、国立国会図書館「日本国憲法の誕生」。

第六十九条
内閣は、他の一般行政事務の外、左の事務を行ふ。
1. 法律を誠実に執行し、国務を総理すること。

2. 外交関係を処理すること。

3. 条約を締結すること。但し、事前に、時宜によつては事後に、国会の同意を経ることを必要とする。

4. 法律の定める基準に従ひ、官吏に関する事務を掌理すること。

5. 予算を作成して国会に提出すること。

6. この憲法及び法律の規定を実施するために、政令を制定すること。但し、政令には、特にその法律の委任がある場合を除いては、罰則を設けることができない。

7. 大赦、特赦、減刑、刑の執行の免除及び復権を決定すること。

### 帝国憲法改正案
「帝国憲法改正案」、国立国会図書館「日本国憲法の誕生」。

第六十九条
内閣は、他の一般行政事務の外、左の事務を行ふ。
1. 法律を誠実に執行し、国務を総理すること。

2. 外交関係を処理すること。

3. 条約を締結すること。但し、事前に、時宜によつては事後に、国会の承認を経ることを必要とする。

4. 法律の定める基準に従ひ、官吏に関する事務を掌理すること。

5. 予算を作成して国会に提出すること。

6. この憲法及び法律の規定を実施するために、政令を制定すること。但し、政令には、特にその法律の委任がある場合を除いては、罰則を設けることができない。

7. 大赦、特赦、減刑、刑の執行の免除及び復権を決定すること。

## 関連訴訟・判例
- 国家公務員法違反被告事件（最高裁判例 昭和33年05月01日）73条6号
- 大阪市売春勧誘取締条例事件(最高裁判例 昭和37年05月30日）憲法31条、憲法94条、b:地方自治法2条、b:地方自治法14条
- 砂川事件（最高裁判例 昭和34年12月16日）73条3号
- 農地売渡処分取消等請求(最高裁判例 昭和46年01月20日)73条6号

## 関連条文
- 日本国憲法第7条（天皇の国事行為）
- 日本国憲法第59条（法律案の議決、衆議院の優越）
- 日本国憲法第72条（内閣総理大臣の職務）
- 日本国憲法第74条（法律・政令の署名、連署）